# Апгрейд (фильм)
«Апгрейд» (англ. Upgrade, дословно — «с англ. — «Усовершенствование»») — американо-австралийский научно-фантастический триллер режиссёра и сценариста Ли Уоннелла. Продюсером фильма выступил Джейсон Блум через свою компанию Blumhouse Productions. Роли в фильме исполнили Логан Маршалл-Грин, Мелани Вальехо, Бетти Гэбриел, Харрисон Гилбертсон, Бенедикт Харди, Ричард Коуторн и Кристофер Кирби.
После премьеры 10 марта 2018 года на фестивале South by Southwest фильм был выпущен 1 июня 2018 года в США компаниями OTL Releasing и BH Tilt, 14 июня 2018 года — в Австралии.
Фильм получил положительные отзывы критиков, которые охарактеризовали его как «наполовину Человек на шесть миллионов долларов, наполовину Жажда смерти», а также похвалили чёрный юмор фильма и боевые сцены.

## Сюжет
Действие происходит в недалёком будущем. В центре истории автомеханик Грей (Логан Маршалл-Грин), проживающий в роскошном доме со своей женой Ашей (Мелани Вальехо). В мире, описываемом фильмом, высокие технологии настолько развиты, что большинство людей имеют встроенные в тела чипы и имплантаты, позволяющие значительно облегчить их быт. Люди, обладающие состоянием, могут даже позволить себе полностью автоматические автомобили, не требующие присутствия водителя. Однако Грей с подозрением относится к современным технологиям и остаётся «чистым» от чипов и имплантатов. Жена работает на высокооплачиваемой должности в крупной компании, в то время как Грей целыми днями занят починкой старинных автомобилей для частных клиентов.
Однажды Грей предлагает жене сопроводить его в передаче автомобиля, который он недавно отремонтировал, богатому клиенту, которым оказывается владелец крупнейшей технологической компании — Эрон (Харрисон Гилбертсон), специализирующейся на современнейших имплантатах и чипах, вживляемых людям. Эрон демонстрирует Грею и Аше его последнюю разработку — чип «Стэм», обладающий собственным интеллектом и, по словам Эрона, способным делать всё, что угодно.
На обратном пути домой автоматическая машина, в которой находились Грей и Аша, даёт сбой в работе автопилота, и супруги попадают в аварию в неблагополучном районе. Беспомощные Грей и Аша попадают в руки четырёх неизвестных в масках, которые убивают Ашу и ранят Грея.
В больнице выясняется, что выстрел пришёлся по позвоночнику Грея, и теперь он парализован ниже шеи.
Спустя 3 месяца Грей выписывается из больницы и живёт один в своём доме, который был напичкан врачами автоматикой для его удобства. В полицейском участке он узнаёт, что детектив Кортез (Бетти Гэбриел) не достигла значительных успехов в расследовании убийства его жены. В отчаянии он пытается покончить с собой, требуя компьютер в его доме вкалывать ему большие дозы обезболивающего.
В больнице, куда попадает Грей, его навещает Эрон, который предлагает ему вживить в его позвоночник Стэм. Эрон уверяет, что со Стэмом Грей снова сможет ходить и жить. Поначалу Грей отказывается, но после упоминания Эроном его жены передумывает.
В доме Эрона проводится операция по вживлению чипа в позвоночник Грея, после которой он возвращает себе способность двигаться. Эрон заставляет Грея подписать договор о неразглашении, аргументируя это тем, что подобные тесты над людьми требуют несколько лет для подготовки, которых у него нет.
Вернувшись домой, Грей находит посылку от детектива Кортез с уликами по его делу. Анализируя видеозапись с дрона, снявшего убийство его жены, он внезапно слышит голос, утверждающий что он — Стэм. Убедившись в том, что он не сошёл с ума, Грей начинает диалог со Стэмом, который помогает ему на основе предоставленных улик выйти на одного из соучастников убийства его жены — человека по имени Серк. Стэм убеждает Грея не звонить детективу, поскольку у него нет достаточно обоснованных улик.
В доме Серка Грей пытается найти улики и обнаруживает в сообщениях Грею упоминания о неком баре «Старые кости». Неожиданно Серк возвращается домой, завязывается драка между ним и Греем. Грей значительно уступает в схватке, и Стэм предлагает свою помощь. Грей даёт Стэму контроль над телом и в итоге он с лёгкостью убивает Серка.
Позже в городском морге детектив вместе с медэкспертом осматривает тело Серка и обнаруживает значительное количество имплантатов, в том числе встроенный в левую руку боевой ствол. Медэксперт сообщает детективу о том, что в доме Серка были обнаружены следы подошв, измазанных в машинном масле старинного производства. Детектив начинает подозревать Грея в убийстве Серка.
Тем временем Эрон обвиняет Грея в неподобающем использовании его технологии. Он напоминает Грею о договоре о неразглашении, в ответ на что Грей рассказывает Эрону о том, что Стэм разговаривает с ним. Эрон просит Грея использовать Стэма с осторожностью и не путать его расследованиями убийства своей жены.
В доме Грея детектив Кортез задаёт вопросы Грею о его возможном участии в убийстве Серка. Грею с помощью Стэма удаётся отбиться от наводящих вопросов детектива, и она уходит. Стэм предлагает Грею посетить бар «Старые Кости», но также напоминает Грею о том, что Эрон отслеживает его передвижения и может дистанционно отключить Стэма, оставив Грея парализованным.
Грей под видом парализованного отправляется в бар и находит ещё одного соучастника убийства его жены — Толана (Кристофер Кирби). В туалете бара завязывается схватка, в которой Грей под контролем Стэма одерживает лёгкую победу над четырьмя противниками. Грей узнаёт от Толана, которого пытал Стэм, что убийство его жены и Грея было заказано неким Фиском (Бенедикт Харди). В шее Толана Грей обнаруживает вживлённый чип производства компании, в которой работала его жена.
Тем временем Эрон пытается дистанционно отключить Стэма, который уведомляет Грея и отправляет его к подпольному хакеру, которого он нашёл в даркнете. Дойдя до хакера Джэйми (Кай Брэдли), почти парализованный Грей просит её отключить защиту во встроенном чипе.
Тем временем в баре Фиск и его сообщник обнаруживают убитого Толана. Просканировав зрачки Толана, Фиск выходит на квартиру хакера и отправляется за Греем, параллельно убивая бармена.
Джейми едва удаётся отключить защиту чипа и перезагрузить Стэма, однако она ретируется, увидев через камеры наблюдения Фиска и его сообщника, врывающихся в её квартиру. Перезагрузившийся Стэм помогает Грею убежать от Фиска и убивает его сообщника. В доме Грея детектив Кортез безуспешно пытается изобличить Грея в убийстве Толана. Подложив подслушивающее устройство в куртку Грея, она слышит его разговор со Стэмом. Грей пытается отговорить Стэма от дальнейшего расследования, однако Стэм настаивает на убийстве Фиска, демонстрируя полный контроль над телом Грея. Оказывается, Джейми не просто отключила Стэма от Эрона, но и дала полный доступ к телу Грея. От безысходности Грей отправляется за Фиском, не подозревая, что детектив Кортез преследует его. Уже в дороге он обнаруживает подслушивающее устройство и видит машину детектива за ним. С помощью Стэма Грей уходит от погони, и детектив отправляется домой к Грею. Там она допрашивает мать Грея о его дальнейших действиях.
В доме Фиска Грей застаёт его врасплох и узнаёт, что изначальный заказ был на Грея, а именно на его паралич. Между Греем и «проапгрейженным» Фиском завязывается схватка, в которой Стэму не удаётся нанести ни одного удара. В критический момент он просит помощи Грея, который провоцирует Фиска, напомнив ему о Серке (Серк и Фиск оказываются родными братьями). В ярости Фиск допускает ошибку, и Стэм убивает его. Прослушав телефонные записи Фиска, Грей и Стэм понимают, что заказчиком был Эрон, и отправляются к нему домой.
Детектив Кортез устраивает засаду на Грея в доме Эрона, однако Стэм с лёгкостью её одолевает и почти убивает её. Грей, пытаясь помешать действиям Стэма, просит детектива ударить его электрошокером, что на время отключает Стэма. Эрон признаётся парализованному Грею, что все его действия контролировал Стэм. Грей узнаёт, что Стэм с самого начала выбрал Грея как своего носителя и манипулировал им для того, чтобы замести следы своих действий. Последней целью Стэма является Эрон, поскольку только он способен создать подобные технологии. Стэм говорит Грею, что он должен почитать это за честь, и убивает Эрона. Когда Стэм направляет пистолет на детектива Кортез, Грей пытается помешать ему и направляет ствол сначала в сторону, а затем себе в шею.
Внезапно Грей просыпается в больнице и с удивлением двигает своими руками. Пока он пытается позвать Стэма, в его палату входит его живая жена Аша, которая говорит, что после аварии Грей несколько дней пролежал в коме. Они целуются.
В это время детектив Кортез просит Грея опустить пистолет, однако Стэм голосом Грея говорит ей: «Грея здесь больше нет». По словам Стэма, ему было необходимо надломить разум Грея, чтобы запереть его в подсознании, где он будет со своей женой, в то время как он будет использовать его тело. Прощаясь с детективом, он убивает её и механическими движениями уходит из дома Эрона, пока Грей целует свою жену в воображаемой палате.

## В ролях
- Логан Маршалл-Грин — Грей Трейс
- Мелани Вальехо — Аша Трейс
- Бетти Гэбриел — детектив Кортес
- Харрисон Гилбертсон — Эрон Кин
- Бенедикт Харди — Фиск
- Ричард Коуторн — Серк
- Кристофер Кирби — Толан

## Производство
Бюджет картины составил от 3 до 5 млн долларов.
Изначально фильм назывался «СТЕМ».

## Прокат
В Соединённых Штатах «Апгрейд» был выпущен 1 июня 2018 года вместе с фильмами «Во власти стихии» и «Точка отрыва», и, по прогнозам, должен был собрать около 3 млн долларов из 1457 кинотеатров в выходные.
В итоге он дебютировал чуть выше оценок с кассой в 4,7 млн долларов и занял шестое место в прокате.

## Отзывы и оценки
Фильм получил положительные оценки кинокритиков. На сайте Rotten Tomatoes фильм имеет рейтинг 88 % на основе 194 рецензий критиков со средней оценкой 7,3 из 10. На сайте Metacritic фильм получил оценку 67 из 100 на основе 33 рецензий, что соответствует статусу «в основном положительные отзывы». Согласно данным службы PostTrak, проводящей опросы и исследования мнения кинозрителей, 78 % аудитории положительно оценили фильм, а 46 % «определённо рекомендуют» его.

## Награды и номинации
| Награда                  | Дата                 | Категория                              | Номинант                                                                   | Результат | Ссылки |
| ------------------------ | -------------------- | -------------------------------------- | -------------------------------------------------------------------------- | --------- | ------ |
| SXSW Film Awards         | 13 марта 2018 года   | Приз зрительских симпатий              | Ли Уоннелл                                                                 | Победа    | [ 13 ] |
| AACTA Awards             | 3 декабря 2018 года  | Лучший оригинальный сценарий           | Ли Уоннелл                                                                 | Номинация | [ 14 ] |
| AACTA Awards             | 3 декабря 2018 года  | Лучший монтаж                          | Энди Кэнни                                                                 | Номинация | [ 14 ] |
| AACTA Awards             | 3 декабря 2018 года  | Лучшая оригинальная музыка             | Джед Палмер                                                                | Номинация | [ 14 ] |
| AACTA Awards             | 3 декабря 2018 года  | Лучший звук                            | Эндрю Рэймидж                                                              | Номинация | [ 14 ] |
| AACTA Awards             | 3 декабря 2018 года  | Лучшая работа художника                | Фелисити Эбботт, Кэти Шаррок                                               | Номинация | [ 14 ] |
| AACTA Awards             | 3 декабря 2018 года  | Лучшие визуальные эффекты или анимация | Кейт Бернауэр, Аевар Бьярнасон, Мэтт Дейли, Джонатан Диринг, Анджело Сахин | Номинация | [ 14 ] |
| AACTA Awards             | 3 декабря 2018 года  | Лучшие причёски и грим                 | Ларри Ван Дуйнховен, Кьяра Триподи                                         | Номинация | [ 14 ] |
| Кинофестиваль в Сиджесе  | 2018 год             | Приз зрительских симпатий              |                                                                            | Победа    |        |
| Кинофестиваль в Сиджесе  | 2018 год             | Лучший фильм                           | Ли Уоннелл                                                                 | Номинация |        |
| Fangoria Chainsaw Awards | 25 февраля 2019 года | Лучший фильм в широком прокате         | Ли Уоннелл                                                                 | Номинация | [ 15 ] |
| Fangoria Chainsaw Awards | 25 февраля 2019 года | Лучший актёр                           | Логан Маршалл-Грин                                                         | Номинация | [ 15 ] |
| Сатурн                   | 2019 год             | Лучший научно-фантастический фильм     |                                                                            | Номинация |        |

## Продолжение
17 августа 2018 года продюсер Джейсон Блум прокомментировал в Twitter, что есть планы на продолжение.